# Ac'h (archidiaconé)
Pour les articles homonymes, voir Ac'h et Ach.
L'archidiaconé d'Ac'h était, du XIIIe siècle à la Révolution française, une subdivision de l'évêché de Léon. Son nom provient de l'ancien monastère d'Ac'h (ou Ack) à Plouguerneau au Haut Moyen Âge qui aurait eu un temps à sa tête saint Jaoua. Il était issu d'un pagus connu sous le nom de pagus Achmensis, subdivision du royaume de Domnonée. 
Le nom Ac'h est attesté par écrit dans le Doctrinal de Bernard du Saint-Esprit, imprimé à Brest en 1688. 

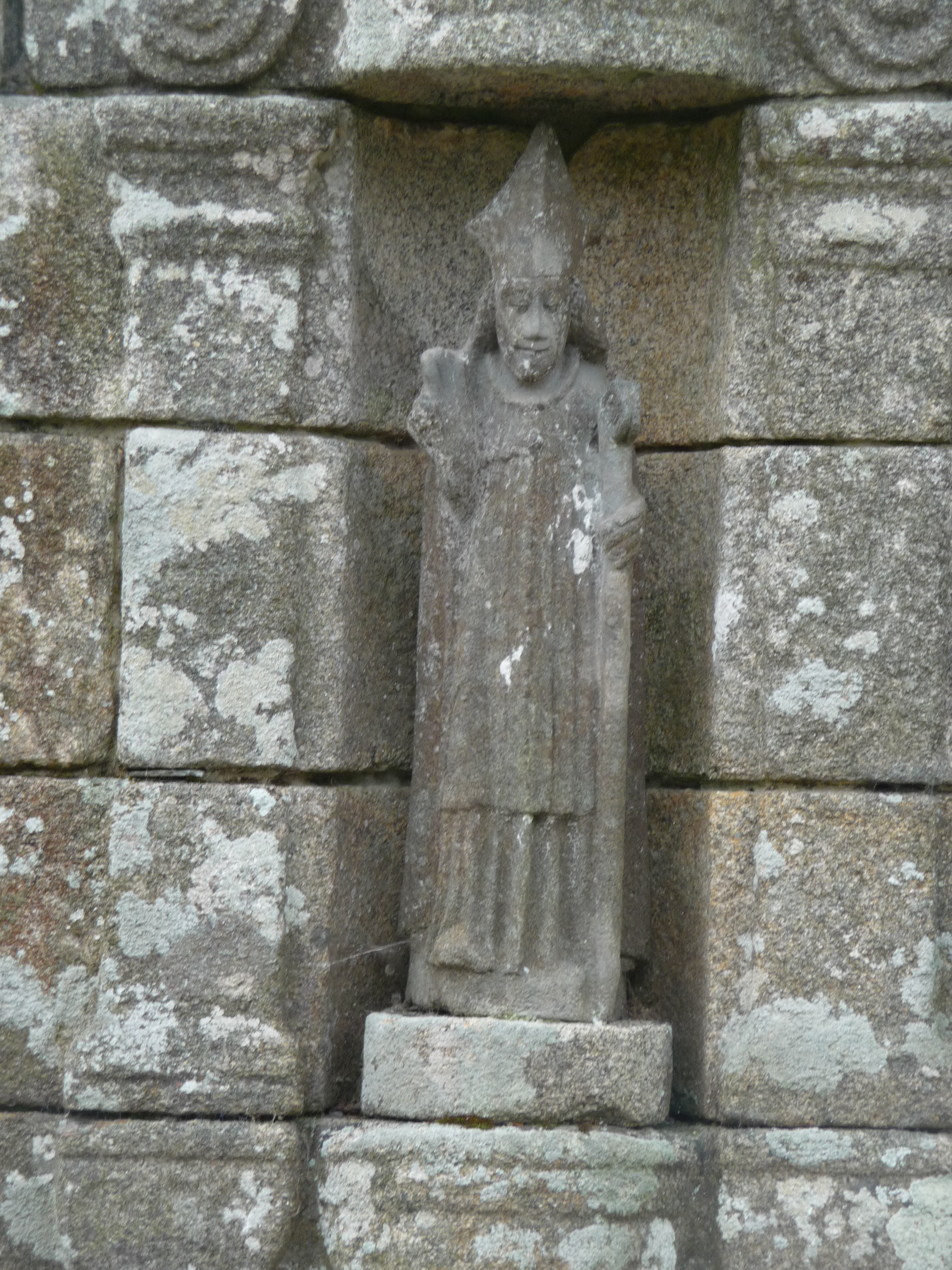
Statue de saint Jaoua à Plouvien

Il comprenait les paroisses situées entre l'Aber-Wrac'h et la rivière de Landerneau (Élorn) :
- Beuzit-Conogan
- la ville de Brest avec ses deux paroisses : Saint-Louis (et sa trève Saint-Marc) et Saint-Sauveur
- Bréventec
- Gouesnou
- Guilers et sa trève Bohars
- Guipavas et sa chapelle Le Relecq-Kerhuon
- Kersaint-Plabennec
- La Forest-Landerneau et sa trève Saint-Divy
- la ville de Landerneau avec ses deux paroisses : Saint-Houardon et Saint-Julien
- Lambézellec
- Lampaul-Plouarzel
- Lampaul-Ploudalmézeau
- Landunvez et sa trève Kersaint-Trémazan
- Lanildut
- Lanrivoaré
- Larret
- Le Drennec et sa trève Landouzan
- Loc-Brévalaire
- Lochrist et sa chapelle Le Conquet
- Milizac et sa trève Guipronvel
- île de Molène
- île d'Ouessant
- Plabennec et sa trève Locmaria-Lann
- Plouarzel
- Ploudalmézeau et sa trève Saint-Pabu
- Plougonvelin et sa trève Saint-Mathieu-de-Fineterre
- Plouguin et ses trèves Coatméal et Locmajan
- Ploumoguer et sa trève Lamber
- Plourin et sa trève Brélès
- Plouvien et ses trèves Balanant et Bourg-Blanc
- Plouzané et sa trève Locmaria
- Porspoder
- Saint-Pierre-Quilbignon
- Saint-Renan (lieu de résidence des archidiacres)
- Saint-Thonan
- Trébabu
- Tréglonou
- Tréouergat